# 6463 Isoda
A 6463 Isoda (ideiglenes jelöléssel 1994 AG3) a Naprendszer kisbolygóövében található aszteroida. Endate, K. és Vatanabe Kazuró fedezte fel 1994. január 13-án.